# Disastro della LoveParade 2010
Il disastro della LoveParade avvenne il 24 luglio 2010 nel corso della diciannovesima edizione della LoveParade svoltasi a Duisburg in Germania. Morirono 21 persone e ne rimasero ferite altre 510.
Le cause del disastro sono state oggetto di un'inchiesta archiviata il 4 maggio 2020 da parte della procura di Duisburg. In seguito all'incidente gli organizzatori della LoveParade hanno annunciato che quella del 2010 sarebbe stata l'ultima edizione della manifestazione.

## Il contesto
La LoveParade era un popolare festival di musica dance gratuito nato a Berlino nel 1989. Il festival prevedeva esibizioni su palchi e aveva come principale caratteristica la presenza di una parata in giro per le strade con DJ e ballerini che si muovevano in mezzo al pubblico. L'edizione del 2010 venne svolta a Duisburg, come parte delle manifestazioni per celebrare la scelta della Ruhr come Capitale europea della cultura. Fu la prima a svolgersi in uno spazio chiuso, nell'area di una vecchia stazione merci. La capacità della stazione era limitata a 250.000 persone sebbene, sulla base dell'esperienza delle edizioni precedenti, fossero attese oltre un milione di persone.

## Dinamica del disastro

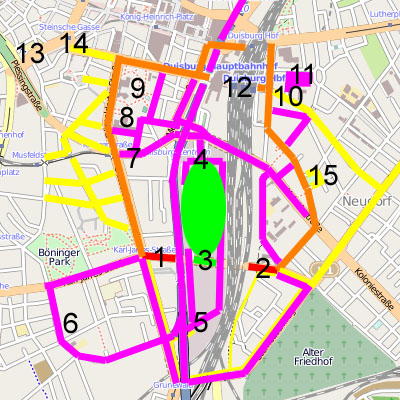
Mappa della Love Parade 2010: Il 3 rappresenta l'ingresso del tunnel

L'entrata nella stazione iniziò alle 12:00 CEST (10:00 UTC) attraverso un tunnel di 240 metri dal lato est e da una serie di sottopassaggi dal lato ovest. Entrambi gli ingressi si riunivano poi su una rampa che era l'unico punto di ingresso e di uscita dall'area del festival.
Alle 15:30, a causa del sovraffollamento, gli organizzatori chiesero alla polizia di bloccare l'afflusso dei partecipanti. La polizia annunciò tramite altoparlanti alle persone in attesa che non era più consentito l'ingresso e chiuse l'accesso all'area del festival. La folla continuò a entrare dall'altro lato del tunnel, ignorando l'avvertimento, e in breve tempo l'area all'uscita del tunnel divenne sovraffollata.
A causa del sovraffollamento la situazione divenne presto insostenibile e nacque una calca improvvisa che causò le morti e i feriti. La maggior parte delle morti avvenne per schiacciamento della cassa toracica. Per evitare ulteriori scene di panico la manifestazione fu proseguita sino al termine, senza informare il resto della folla della tragedia appena avvenuta.

## Le vittime
| Nazionalità          | Morti | Età   |
| -------------------- | ----- | ----- |
| Germania             | 14    | 18-38 |
| Spagna               | 2     | 21-22 |
| Paesi Bassi          | 1     | 22    |
| Australia            | 1     | 27    |
| Cina                 | 1     | 38    |
| Italia               | 1     | 21    |
| Bosnia ed Erzegovina | 1     | 21    |
| Totale               | 21    |       |